# Ferdinand Tonder
Ferdinand Tonder (29. ledna 1852 Šťáhlavy – 11. května 1916 Praha) byl český právník, mecenáš a stenograf.

## Život
V roce 1880 se v Mladé Boleslavi oženil s Johanou Tasslerovou. Zajímal se též o hudbu a je autorem díla věnujícího se hudební stenografii, který pojmenoval Reforma notového písma a Hudební rychlopis. Byl též zemským zástupcem následníka trůnu Ferdinanda d'Este. Ve své právnické praxi například Tonder v roce 1897 zastupoval v dědickém řízení vdovu Barboru Hlaváčkovou i s jejími třemi nezletilými dětmi poté, co si její manžel Matěj, mecenáš a košířský starosta, rozhodl dobrovolně si vzít život.
Pro úpravy svého pražského bytu oslovil Tonder tehdy začínajícího architekta Jana Kotěru. Ten na úpravách pracoval v letech 1901 a 1902 a připravil Orientální salon, do něhož navrhl nábytek, lustry i klavír z palisandru, javoru a jiných dřev. Následně pak Kotěra pro Tondera navrhl v letech 1905 až 1906 celou vilu, kterou si právník nechal jako své letní sídlo vybudovat v městečku Sankt Gilgen na břehu rakouského jezera Wolfgangsee.
Tonder byl poručníkem Marie Chytilové, která se posléze seznámila s o 22 let starším Alfonsem Muchou, za něhož se 10. června 1906 v Praze provdala.